# Marie Anna Rakouská (1882–1940)
Marie Anna Rakouská (Maria Anna Isabelle Epiphanie Eugenie Gabriele; 6. ledna 1882, Linec – 25. února 1940, Lausanne) byla členka těšínské větve Habsbursko-lotrinské dynastie, arcivévodkyně rakouská, princezna uherská a česká, princezna Bourbonsko-Parmská.

## Mládí
Narodila se 6. ledna 1882 v Linci jako druhé dítě a dcera arcivévody Bedřicha Rakousko-Těšínského a jeho manželky princezny Isabely z Croy.

## Manželství a děti
Dne 25. května 1903 se ve Vídni vdala za prince Eliáše Bourbonsko-Parmského, nejmladšího syna sezazeného vévody Roberta I. Parmského a jeho první manželky princezny Marie Pii Bourbonsko-Sicilské. Spolu měli 8 dětí:
- princezna Alžběta (17. března 1904 – 13. června 1983), zemřela svobodná
- princ Karel Ludvík (22. září 1905 – 26. září 1912), zemřel na dětskou obrnu
- princezna Marie Františka (5. září 1906 – 1994), zemřela svobodná
- princ Robert Hugo (7. srpna 1909 – 25. listopadu 1974), zemřel svobodný
- princ František Alfons (14. června 1913 – 29. května 1959), zemřel svobodný
- princezna Jana Isabela (8. července 1916 – 1. listopadu 1949), zemřela svobodná, zabita při střelbě v La Toledana, Španělsko
- princezna Alice (13. listopadu 1917 - 28. března 2017), sňatek s princem Alfonsem Bourbonsko-Sicilským
- princezna Marie Kristýna (7. června 1925 – 1. září 2009) zemřela svobodná

## Tituly a oslovení
- 6. ledna 1882 – 25. května 1903: Její císařská a královská Výsost arcivévodkyně Marie Anna Rakouská, princezna uherská a česká
- 25. května 1903 – 25. února 1940: Její císařská a královská Výsost Marie Anna Bourbonsko-Parmská, arcivévodkyně a princezna rakouská, uherská a česká